# 52860 Méganediet
52860 Méganediet è un asteroide della fascia principale. Scoperto nel 1998, presenta un'orbita caratterizzata da un semiasse maggiore pari a 2,263290 UA e da un'eccentricità di 0,029851, inclinata di 6,838263° rispetto all'eclittica.